# Красностав (гміна)
Гміна Красностав або гміна Краснистав (пол. Gmina Krasnystaw) — сільська гміна у східній Польщі. Належить до Красноставського повіту Люблінського воєводства.
Станом на 31 грудня 2011 у гміні проживало 8952 особи.

## Площа
Згідно з даними за 2007 рік площа гміни становила 150.96 км², у тому числі:
- орні землі: 71,00%
- ліси: 18,00%

Таким чином, площа гміни становить 13,27% площі повіту.

## Населення
Станом на 31 грудня 2011:
| Опис     | Загалом | Загалом | Чоловіки | Чоловіки | Жінки | Жінки |
| -------- | ------- | ------- | -------- | -------- | ----- | ----- |
| одиниця  | осіб    | %       | осіб     | %        | осіб  | %     |
| все      | 8952    | 100     | 4397     | 49.12    | 4555  | 50.88 |
| міське   | 0       | 100     | 0        |          | 0     |       |
| сільське | 8952    | 100     | 4397     | 49.12    | 4555  | 50.88 |

## Сільські поселення й округи (солтиства)
1. Бялка
2. Бзіте
3. Чарнозем
4. Яслікув
5. Юзефув
6. Касьян
7. Крупец
8. Острів Крупський
9. Крупе
10. Криніца
11. Лятичув
12. Малохвей-Дужи
13. Малохвей-Мали
14. Неменіце
15. Неменіце-Кольоня
16. Роньско
17. Сенніца-Надольна
18. Стенжица-Надвепшаньська
19. Стенжица-Кольоня
20. Стенжица-Ленчіньська
21. Віднювка
22. Вінцентув
23. Закренце
24. Заставе-Кольоня
25. Зажулкев
26. Туліглови
27. Лани

## Сусідні гміни
Гміна Красностав межує з такими гмінами: Ґошкув, Ізбиця, Красностав, Краснічин, Лопенник-Ґурни, Рейовець, Сенниця-Ружана.